# 630
Cette page concerne l'année 630  du calendrier julien. Pour l'année 630 av. J.-C., voir 630 av. J.-C. Pour le nombre 630, voir 630 (nombre).
L'année 630 est une année commune qui commence un lundi.

## Événements

### Asie
- 27 mars : défaite du Khaganat turc oriental dans les monts Yin. L'empereur de Chine Taizong lance une large offensive contre El-qaghan commandée par les généraux Li Jing et Li Shiji. Il disperse ses hordes en Mongolie-Intérieure et le poursuit jusqu’à l’Orkhon et le Kerülen où El-qaghan est livré par la tribu dans laquelle il s’était réfugié le 2 mai. Les Turcs orientaux sont soumis jusqu’en 682[1],[2].

- Assassinat du khan des Turcs occidentaux, T’ong le Yabgou (en) dont l’empire se morcelle. Taizong profite des dissensions entre tribus pour les soumettre. Les rois des oasis de Tourfan et de Koutcha, dans le Tarim, lui rendent hommage[2]. Epiphania-Eudocie, fille d'Héraclius promise par son père à Yabghu lors de leur alliance de 627, rebrousse chemin et rentre à Constantinople en apprenant sa mort[3].

- Ambassade du Japon à la cour des Tang, première d'une série jusqu'en 894[4].

- En Inde, début du règne de Narasimha-varman, roi des Pallava de Kanchi, surnommé le Mahâmalla, « le grand lutteur » (630-655)[5].

### Proche-Orient
- 11 janvier : conquête de la Mecque. Mahomet revient à La Mecque avec dix mille musulmans. Il supprime 360 idoles de la ville et de la Kaaba[6]. Les tribus voisines de La Mecque se soumettent sauf les Hawazin qui sont finalement vaincus à la bataille de Hunayn, entre La Mecque et Tâ’if, le 31 janvier[7].
- 21 mars : Héraclius fait ériger en triomphe à Jérusalem la Vraie Croix qu'il a reprise aux Perses[8].
- 27 avril : Ardachîr III est assassiné[3]. Schahr-Barâz s'empare du trône de Perse.
- 9 juin : Schahr-Barâz est assassiné par les Grands. Après le meurtre du prétendant Khosro III, la reine Boran lui succède et règne 16 mois[8].
- Juillet-août : raid des Abyssins contre le port de Shu'aibah, à 70 km de La Mecque. Piraterie en mer Rouge depuis les ports éthiopiens contre les bases de la péninsule arabique (630-640)[9]. Le roi d’Aksoum ne fait rien pour la réprimer.
- Octobre : 
  - Bataille de Tabouk. Mahomet pousse jusqu’à la frontière byzantine, à Tabuk dans le nord. Les populations juives et chrétiennes du nord du Hedjaz se soumettent pendant son séjour à Tabuk, comme l'évêque d'Aila et les Juifs d'Adhruh, de Makna et de Jarba[10]. L'année suivante, il convainc les tribus arabes du Nedjd et du Yémen d'adopter l'Islam. Toute la péninsule est sous domination musulmane, l’ordre tribal remplacé par la charia.
  - À la mort du roi d'Éthiopie Ashama ibn Abjar[9] (Ella-Tsaham), Mahomet lui rend publiquement hommage pour avoir accueilli ses fidèles dans les moments difficiles[11].

- Mahomet reçoit une ambassade de l’évêque de la communauté monophysite de Nadjrân, dans le sud de l’Arabie. Le Prophète s'engage à respecter leur liberté de culte en échange du paiement de l'impôt et d'un soutien militaire[12].

### Europe
- 8 avril, Pâques : Didier, trésorier de Dagobert, devient évêque de Cahors (630-655) à la mort de son frère Rusticus assassiné par une faction rivale[13]. Didier édifie de nombreuses églises à Cahors et aux environs, ainsi qu’un monastère[14].

- Dagobert saisit des terres monastiques pour les attribuer à ses soldats (prémices du contrat de précaire)[15].
- Synode de Mag Léna en Offaly, près de Durrow. Les moines du sud de l’Irlande se rallient au calcul romain de la date de Pâques[16].

## Naissances en 630
- 1 mars : Ibrahim ibn Muhammad, fils du prophète Mahomet.

- 7 novembre : Constant II, empereur byzantin[17].

## Décès en 630
- 9 juin : Schahr-Barâz, souverain perse de la dynastie des Sassanides.